# Musikverein
Il Musikverein di Vienna, in Austria è una sala da concerto considerata tra le più eleganti al mondo, insieme alla Symphony Hall di Boston e alla Concertgebouw di Amsterdam.
È la sede principale dei Wiener Philharmoniker.

## Storia
Nel 1812 venne fondata a Vienna la Gesellschaft der Musikfreunde (in italiano: Società degli Amici della Musica di Vienna), con lo scopo di promuovere la musica in tutte le manifestazioni. A partire dal 1831, promosse una serie di concerti all'interno del Tuchlauben. Tuttavia l'auditorium, con in suoi 700 posti a sedere, si rivelò presto troppo piccolo.
A partire dal 1857, per volere di Francesco Giuseppe I, venne costruita, nei nuovi quartieri occidentali di Vienna, la Ringstraße e alla Gesellschaft der Musikfreunde venne donato dall'imperatore un appezzamento di terreno lungo quest'ultima per costruirvi un nuovo auditorium.
Il progetto dell'edificio venne affidato all'architetto classicista Theophil von Hansen e la costruzione si protrasse dal 1863 al 1870, e il nuovo auditorium venne inaugurato il 6 gennaio.
L'edificio consisteva in due sale da musica: una più grande, chiamata Goldener Saal (in italiano: Sala d'Oro) ed una più piccola, per la musica da camera, che nel 1938 venne intitolata a Johannes Brahms.
Nel 2004 sono state aperte quattro nuove sale, di cui tre da concerto, nei sotterranei.

## Descrizione

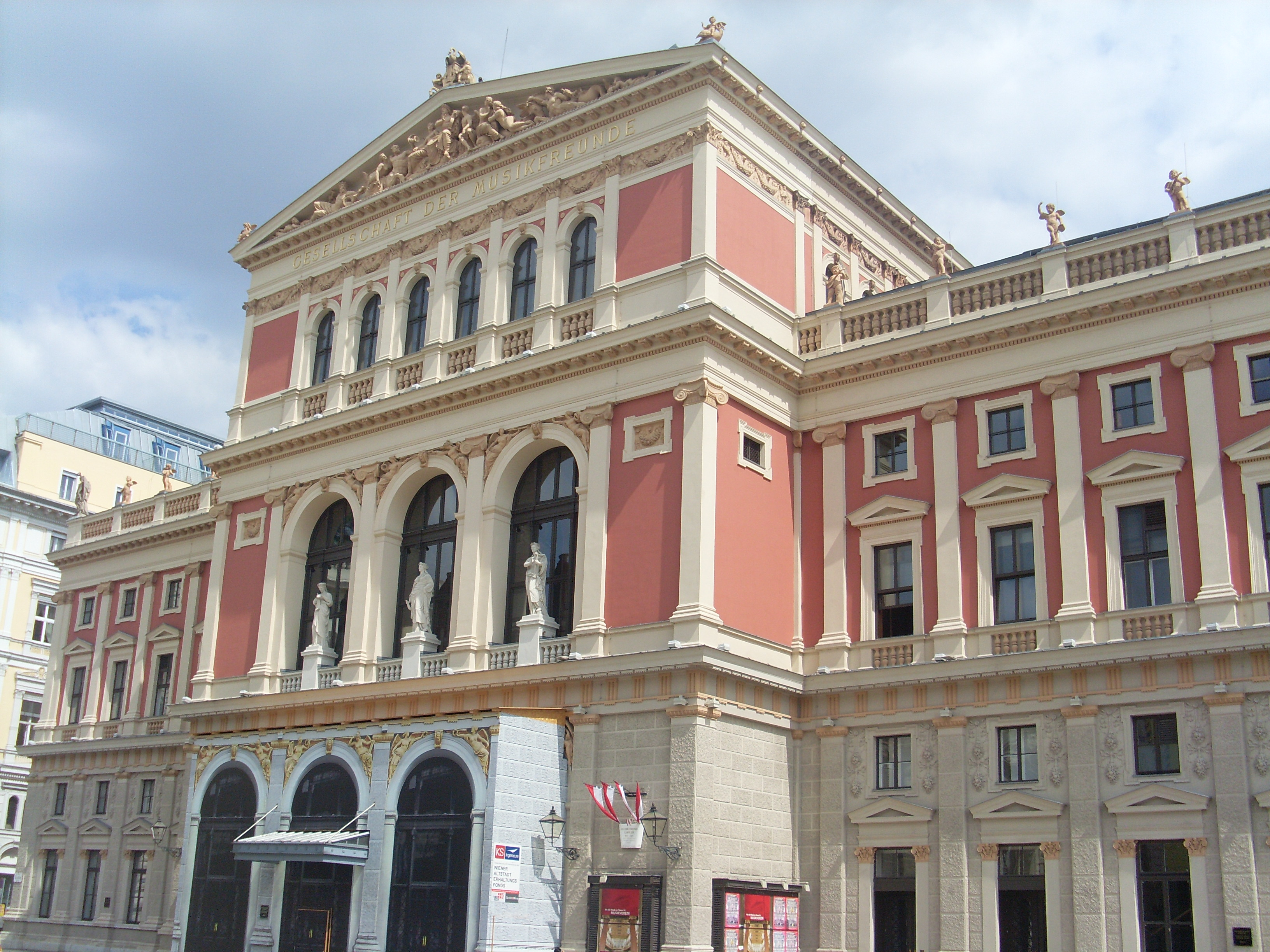
La facciata

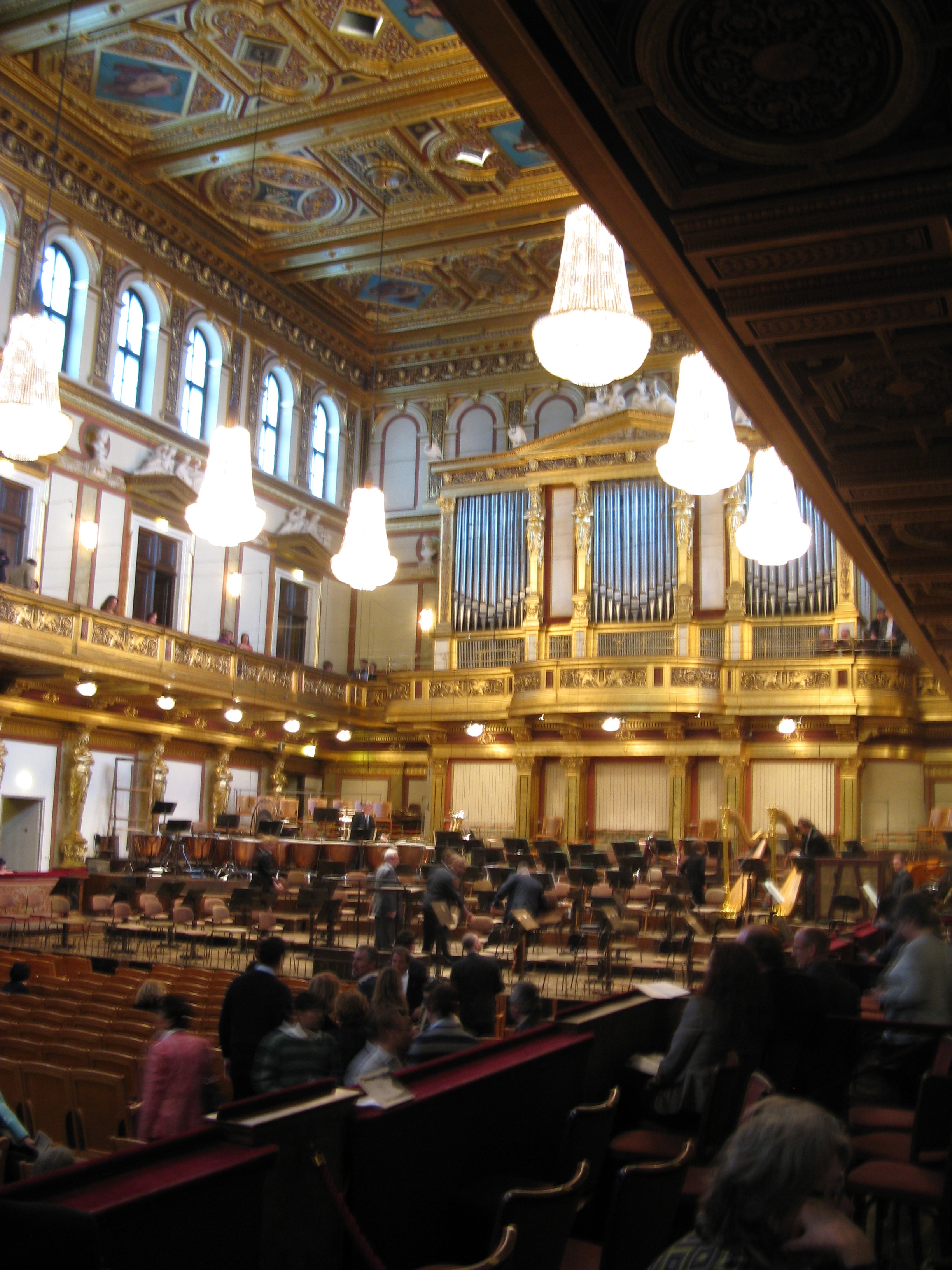
La Goldener Saal

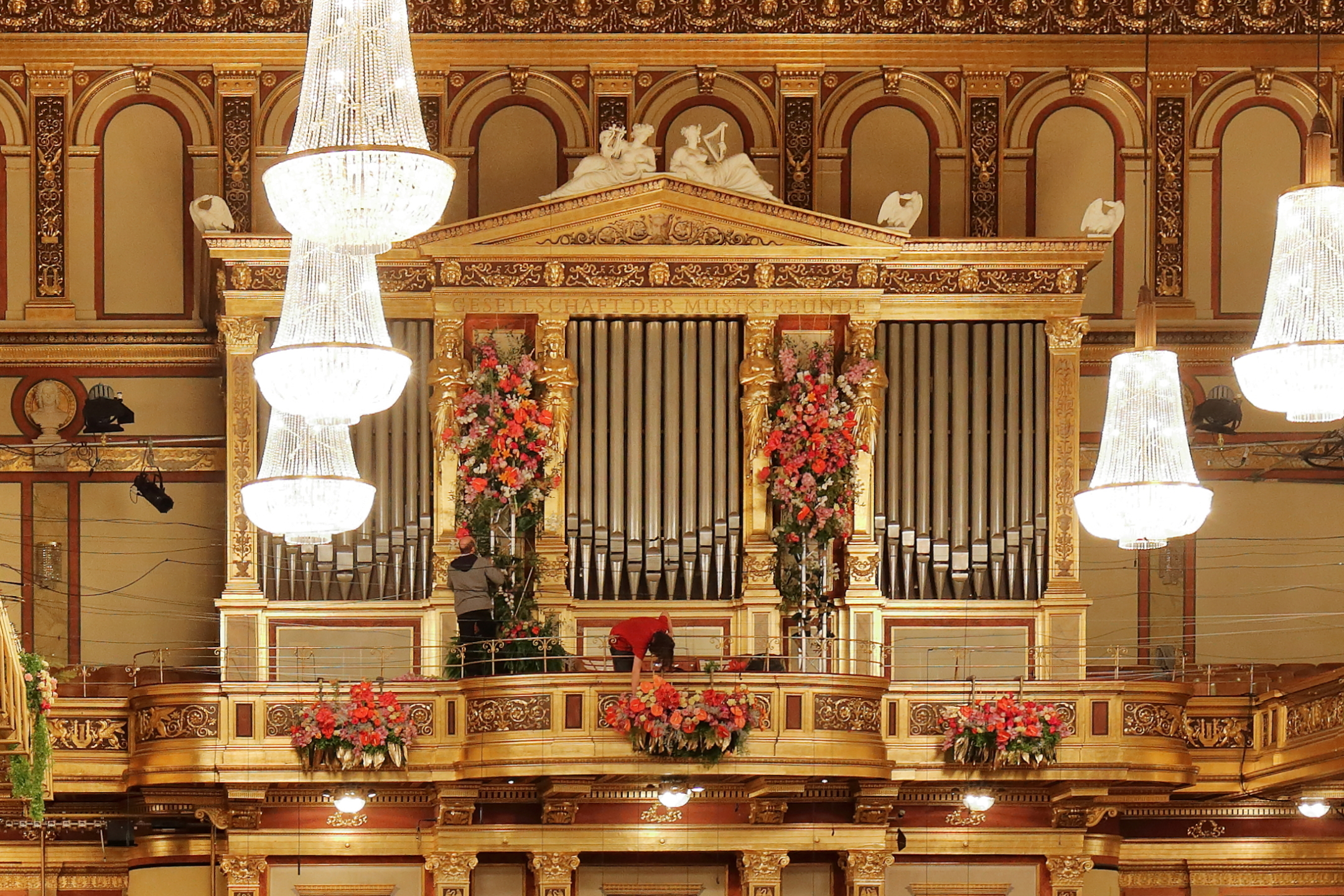
L'organo della Goldener Saal

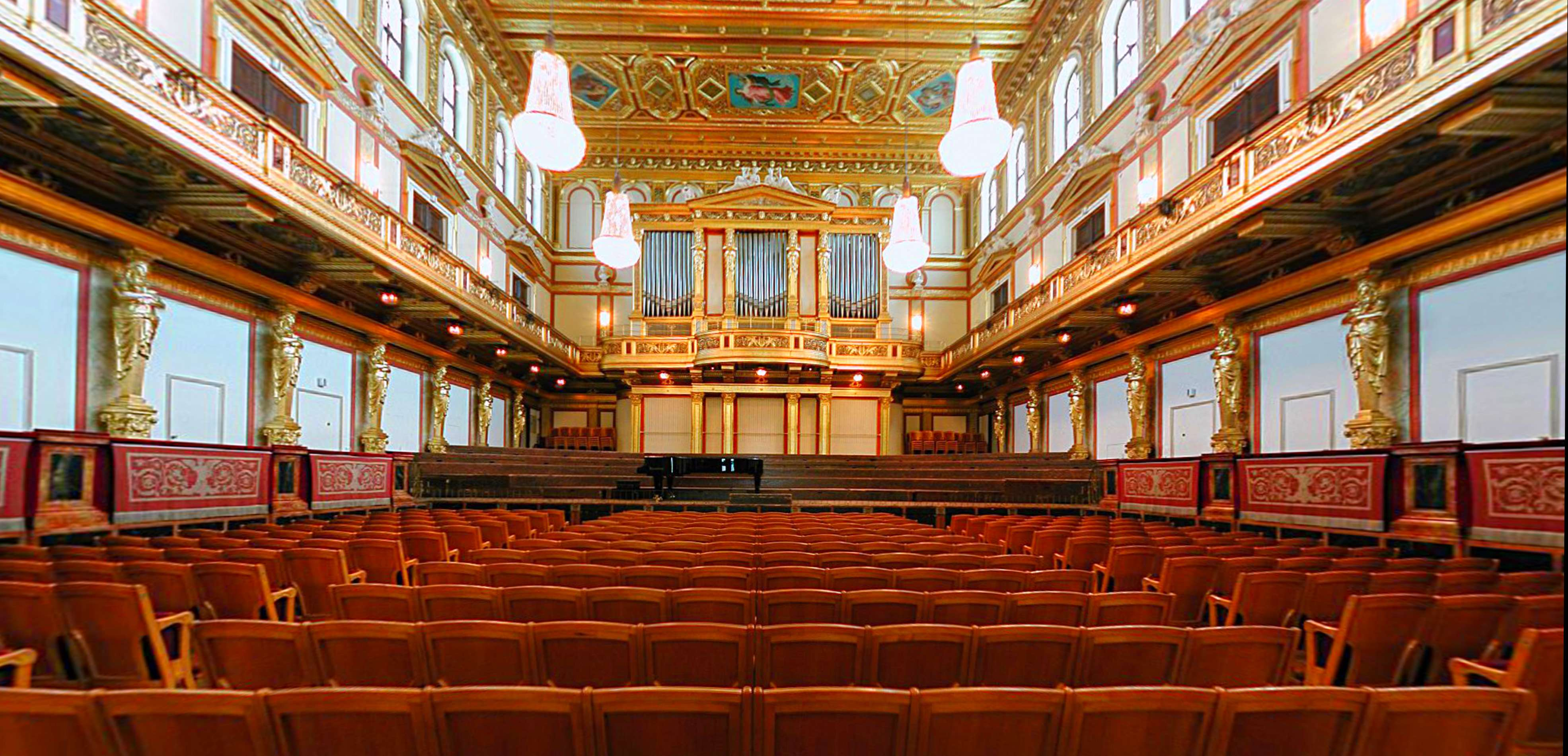
La Goldener Saal del Musikverein, dove si tiene il concerto di capodanno viennese

### Architettura
L'edificio, esternamente, è in stile neogreco, ispirato agli antichi templi.
La larga facciata è a salienti, con due sezioni laterali simmetriche ed una centrale; quest'ultima è più alta rispetto alle altre due ed è coronata da un frontone scolpito, opera di Franz Melnitzky. Nella parte inferiore della sezione centrale, si trova il triplice ingresso, composto da tre arcate a tutto sesto. Le due ali laterali della facciata e le fiancate sono caratterizzate da un'alternanza di lesene tuscaniche in basso e ioniche in alto a più piani di finestre.
All'interno, si trovano le seguenti sale:
| Sala da Concerto                | Dimensioni    | Altezza | Posti a sedere                                 |
| Goldener Saal Sala d'Oro        | 48,8 x 19,1 m | 17,75 m | 1745 posti a sedere e circa 300 posti in piedi |
| Brahmssaal Sala Brahms          | 32,5 x 10,3 m | 11 m    | 600 posti a sedere                             |
| Gläserner Saal Sala di vetro    | 22 x 12,5 m   | 8 m     | 380 posti a sedere                             |
| Metallener Saal Sala di metallo | 10,5 x 10,8 m | 3,2 m   | 70 posti a sedere                              |
| Steinerner Saal Sala di Pietra  | 13 x ~8,6 m   | ~3,3m   | 60 posti a sedere                              |

### Goldener Saal
La Goldener Saal è la sala di musica principale dell'edificio. Essa è lunga 48 metri, larga 19 metri ed alta 18 metri. Al suo interno, possono trovare posto 1745 persone sedute e circa 300 in piedi.
Il vasto ambiente rettangolare, coperto da un elaborato soffitto a cassettoni intagliato, dorato e dipinto, presenta sculture di Franz Melnitzky e pitture di August Eisenmenger. Lungo le pareti, corre un ballatoio con balaustra riccamente scolpita, sorretto da cariatidi dorate. Dal soffitto, pendono dieci lampadari di cristallo disposti in due file parallele di cinque ciascuna.
Ogni anno il 1º gennaio si tiene in questa sala il Concerto di Capodanno di Vienna.

### Organo a canne
L'organo a canne della Goldener Saal è stato costruito tra il 2009 e il 2011 dalla ditta organaria austriaca Rieger Orgelbau.
Nel 1907, la stessa ditta aveva costruito per la sala un organo a canne, in sostituzione di quello del 1872, costruito da Friedrich Ladegast. L'organo Rieger è stato in seguito restaurato nel 1948 dalla ditta organaria viennese Molzer, ed inaugurato con un concerto da Marcel Dupré.
Lo strumento è stato sostituito da uno nuovo, della ditta Walcker Orgelbau, nel 1969; questo strumento, poiché a trasmissione integralmente elettrica, venne duramente criticato da molti organisti ed organologi dell'epoca, che avrebbero preferito la trasmissione meccanica. Ben presto lo strumento cadde in disuso, sino a divenire insuonabile.
L'organo attuale, inaugurato nel 2011, riutilizza la cassa lignea neoclassica del primo organo. Lo strumento ha 86 registri distribuiti sulle quattro tastiere, di 61 note ciascuna, la pedaliera, di 32 note. Le consolles sono due:
- consolle fissa in cantoria, con trasmissione mista, meccanica per i manuali e il pedale, elettrica per i registri;
- consolle mobile indipendente sul palco, con trasmissione elettronica.

La disposizione fonica dello strumento è la seguente:
| Prima tastiera - Orchesterwerk |        |
| Lieblich Gedackt               | 16'    |
| Geigenprincipal                | 8'     |
| Viola da Gamba                 | 8'     |
| Salicional                     | 8'     |
| Wienerflöte                    | 8'     |
| Holzgedackt                    | 8'     |
| Octave                         | 4'     |
| Viola                          | 4'     |
| Gedecktflöte                   | 4'     |
| Octave                         | 2'     |
| Mixtur IV                      | 2'     |
| Harmonia aetherea II-V         | 2.2/3' |
| Fagott                         | 16'    |
| Euphonium                      | 8'     |
| Oboe                           | 8'     |
| Klarinette                     | 8'     |
| Tremulant                      |        |

| Seconda tastiera - Hauptwerk |        |
| Principal                    | 16'    |
| Violon                       | 16'    |
| Principal                    | 8'     |
| Flûte Major                  | 8'     |
| Gamba                        | 8'     |
| Gedackt                      | 8'     |
| Gemshorn                     | 8'     |
| Octave                       | 4'     |
| Salicional                   | 4'     |
| Spitzflöte                   | 4'     |
| Quinte                       | 2.2/3' |
| Superoctave                  | 2'     |
| Großmixtur IV-VI             | 2.2/3' |
| Mixtur IV-V                  | 1.1/3' |
| Cornet V                     | 8'     |
| Trompete                     | 16'    |
| Trompete                     | 8'     |
| Trompete                     | 4'     |

| Terza tastiera - Schwellwerk |        |
| Salicet                      | 16'    |
| Principalviolon              | 8'     |
| Gambe                        | 8'     |
| Aeoline                      | 8'     |
| Voix céleste                 | 8'     |
| Flûte harmonique             | 8'     |
| Bourdon                      | 8'     |
| Flûte octaviante             | 4'     |
| Fugara                       | 4'     |
| Nazard harmonique            | 2.2/3' |
| Octavin                      | 2'     |
| Tierce harmonique            | 1.3/5' |
| Sifflet                      | 1'     |
| Fourniture V                 | 2'     |
| Basson                       | 16'    |
| Trompette harmonique         | 8'     |
| Hautbois                     | 8'     |
| Clairon harmonique           | 4'     |
| Voix humaine                 | 8'     |
| Tremulant                    |        |

| Quarta tastiera - Solo |           |
| Quintatön              | 16'       |
| Diapason               | 8'        |
| Flauto amabile         | 8'        |
| Doppelflöte            | 8'        |
| Prestant               | 4'        |
| Traversflöte           | 4'        |
| Nazard                 | 2.2/3'    |
| Flöte                  | 2'        |
| Terz                   | 1.3/5'    |
| Larigot                | 1.1/3'    |
| Mixtur                 | IV 1.1/3' |
| Englischhorn           | 8'        |
| Trompete Royal         | 8'        |
| Tuba                   | 8'        |

| Pedal            |        |
| Kontrabass       | 32'    |
| Kontrabass       | 16'    |
| Violonbass       | 16'    |
| Salicetbass      | 16'    |
| Octavbass        | 8'     |
| Flöte            | 8'     |
| Flöte            | 4'     |
| Rauschpfeife III | 2.2/3' |
| Kontraposaune    | 32'    |
| Posaune          | 16'    |
| Fagott           | 16'    |
| Trompete         | 8'     |
| Clairon          | 4'     |

| Orchesterpedal |     |
| Subbass        | 32' |
| Subbass        | 16' |
| Violon         | 8'  |
| Gedackt        | 8'  |
| Bassklarinette | 16' |